# Naukowe Centrum Zdrowia Psychicznego
Naukowe Centrum Zdrowia Psychicznego (ros. Нау́чный центр психи́ческого здоро́вья) – państwowy instytut badawczy w Moskwie, zajmujący się badaniem i leczeniem zaburzeń psychicznych. Organizacja została założona w 1944 roku jako Instytut Psychiatrii Akademii Nauk Medycznych ZSRR. Do 2015 roku organizacja należała do Rosyjskiej Akademii Nauk Medycznych.
| Lata      | Dyrektor             |
| --------- | -------------------- |
| 1960–1962 | Nikołaj Żarikow      |
| 1962–1987 | Andriej Snieżniewski |
| 1987–1993 | Marat Wartanian      |
| 1994–2015 | Aleksandr Tiganow    |
| od 2015   | Tatjana Klusznik     |